# رزكان
رزکان روستایی در بخش مرکزی شهرستان شهریار در غرب استان تهران است.

## جمعیت
این روستا در دهستان رزکان قرار دارد و براساس سرشماری مرکز آمار ایران در سال ۱۳۸۵، جمعیت آن ۵٬۶۷۵ نفر (۱٬۴۵۲ خانوار) بوده‌است.